# Dreiband-Weltmeisterschaft 1931

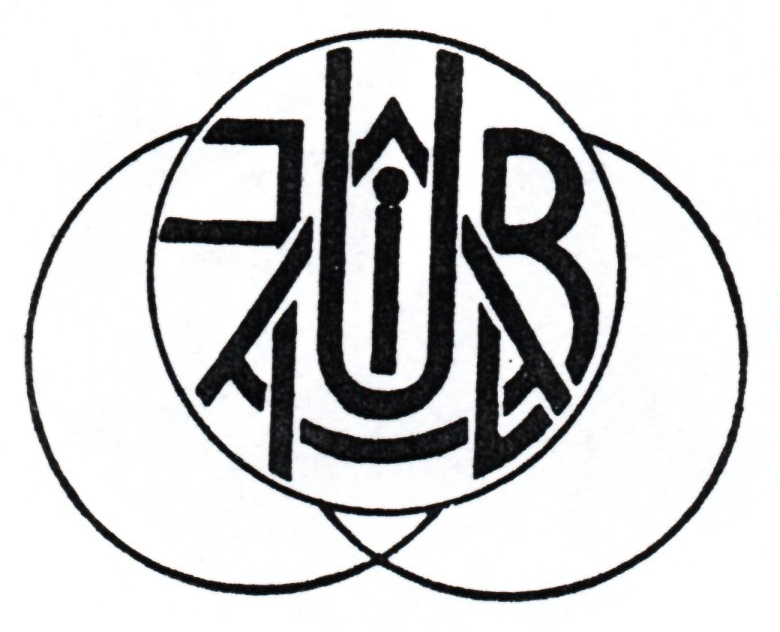
Logo UIFAB (ausrichtender Verband)

Die Dreiband-Weltmeisterschaft 1931 war das vierte Turnier in dieser Disziplin des Karambolage und fand vom 30. Mai bis zum 5. Juni 1931 in Barcelona statt.

## Geschichte
Der Titelverteidiger Henk Robijns aus den Niederlanden war nicht am Start. Erstmals wurde ein Spanier Weltmeister. In der Endrunde gab es nur eine Niederlage gegen Edmond Soussa. Enrique Miró hatte die wenigsten Probleme mit der extremen Hitze während des gesamten Turniers.

## Modus
Gespielt wurde in zwei Vorrundengruppen „Jeder gegen Jeden“ bis 50 Punkte. Die Gruppe A bestand aus 6 Spielern. Die Gruppe B aus 5 Spielern. Die beiden Gruppenletzten der Gruppe A und der Gruppenletzte der Gruppe B schieden aus.

## Vorrundentabellen
| MP    | Match Points (Sieger = 2; Unentschieden = 1; Verlierer = 0) |
| Pkte. | Erzielte Karambolagen                                       |
| Aufn. | Benötigte Versuche                                          |
| GD    | Generaldurchschnitt                                         |
| BED   | Bester Einzeldurchschnitt eines Spielers                    |
| HS    | Höchstserie                                                 |
|       | Bester GD des Turniers                                      |
|       | Bester ED des Turniers                                      |
|       | Beste HS des Turniers                                       |
|       | 1. Platz (Gold)                                             |
|       | 2. Platz (Silber)                                           |
|       | 3. Platz (Bronze)                                           |

| Platz                      | Name                 | MP  | Pkte. | Aufn. | GD    | BED   | HS |
| -------------------------- | -------------------- | --- | ----- | ----- | ----- | ----- | -- |
| 1                          | Edmond Soussa        | 8:2 | 247   | 400   | 0,617 | 0,757 | 7  |
| 2                          | Enrique Miró         | 8:2 | 236   | 415   | 0,568 | 0,735 | 10 |
| 3                          | Arnoud Sengers       | 4:6 | 231   | 438   | 0,527 | 0,625 | 7  |
| 4                          | Claudio Puigvert     | 4:6 | 215   | 415   | 0,518 | 0,543 | 6  |
| 5                          | Georg Berrisch       | 4:6 | 225   | 477   | 0,471 | 0,537 | 6  |
| 6                          | Elmar Sidney Prather | 2:8 | 188   | 466   | 0,403 | 0,467 | 5  |
| Gruppendurchschnitt: 0,513 |                      |     |       |       |       |       |    |

| Platz                      | Name              | MP  | Pkte. | Aufn. | GD    | BED   | HS |
| -------------------------- | ----------------- | --- | ----- | ----- | ----- | ----- | -- |
| 1                          | Emile Zaman       | 8:0 | 200   | 395   | 0,506 | 0,568 | 5  |
| 2                          | Gaston de Doncker | 6:2 | 187   | 379   | 0,493 | 0,549 | 5  |
| 3                          | Jean de Gasparin  | 4:4 | 186   | 435   | 0,427 | 0,543 | 5  |
| 4                          | Alfred Aeberhard  | 4:4 | 178   | 417   | 0,426 | 0,454 | 5  |
| 5                          | G. Boitel         | 0:8 | 160   | 398   | 0,402 | –     | 6  |
| Gruppendurchschnitt: 0,450 |                   |     |       |       |       |       |    |

## Finalrunde
| Platz                      | Name              | MP   | Pkte. | Aufn. | GD    | BED   | HS |
| -------------------------- | ----------------- | ---- | ----- | ----- | ----- | ----- | -- |
| 1                          | Enrique Miró      | 12:2 | 336   | 609   | 0,551 | 0,735 | 10 |
| 2                          | Edmond Soussa     | 10:4 | 342   | 541   | 0,632 | 0,746 | 7  |
| 3                          | Arnoud Sengers    | 8:6  | 332   | 541   | 0,571 | 0,714 | 7  |
| 4                          | Emile Zaman       | 8:6  | 342   | 638   | 0,536 | 0,581 | 7  |
| 5                          | Claudio Puigvert  | 6:8  | 313   | 589   | 0,531 | 0,657 | 6  |
| 6                          | Alfred Aeberhard  | 6:8  | 316   | 674   | 0,468 | 0,617 | 5  |
| 7                          | Gaston de Doncker | 4:10 | 284   | 316   | 0,463 | 0,495 | 5  |
| 8                          | Jean de Gasparin  | 2:12 | 315   | 682   | 0,461 | 0,543 | 7  |
| Turnierdurchschnitt: 0,523 |                   |      |       |       |       |       |    |